# Leon Łapiński
Leon Łapiński (ur. 23 sierpnia 1919 w Koziatynie, zm. 30 lipca 1981 we Wrocławiu) – oficer Armii Czerwonej, generał brygady ludowego Wojska Polskiego.

## Życiorys
Urodził się w rodzinie polskiej Piotra i Marii z domu Nowogribielskiej. Do 1939 studiował w Wyższej Szkole Ekonomicznej w Charkowie, po czym został wcielony do Armii Czerwonej. Od sierpnia 1940 dowódca drużyny, od września 1940 kursant Oficerskiej Szkoły Piechoty w Kowlu i Łucku. Od 22 VI 1941 walczył na froncie zachodnim, m.in. pod Równem, w stopniu chorążego jako dowódca plutonu. 30 VII 1941 ranny i kontuzjowany, leczył się do 15 X 1941. Po wyjściu ze szpitala na kursie doskonalenia oficerów w Ufie do stycznia 1942, po czym został dowódcą kompanii piechoty. Od początku 1944 podporucznik. W lipcu 1944 rozpoczął służbę w Armii Polskiej w ZSRR – 4 zapasowym pułku piechoty w Białymstoku. Od września 1944 porucznik, od maja 1945 kapitan. Szef wydziału w sztabie 16 Dywizji Piechoty od czerwca 1945, od 24 X 1946 szef sztabu 55 pp w Elblągu, od 21 VI 1948 szef sztabu 16 DP, mianowany podpułkownikiem 10 VII 1948. W latach 1950–1951 dowódca 6 DP w Krakowie, od sierpnia 1951 pułkownik. Od jesieni 1952 szef sztabu 12 Korpusu Piechoty w Rzeszowie, krótko potem został dowódcą 9 Korpusu Armijnego w Lublinie. W latach 1952–1955 dowódca 11 Korpusu Armijnego w Gliwicach. 1956–1957 dowódca 15 Dywizji Zmechanizowanej w Olsztynie. Od 1957 do 1959 studiował w Akademii Sztabu Generalnego Sił Zbrojnych ZSRR im. K. Woroszyłowa w Moskwie, potem został dowódcą 4 Pomorskiej Dywizji Piechoty w Krośnie Odrzańskim. W październiku 1962 mianowany generałem brygady; nominację wręczył mu w Belwederze przewodniczący Rady Państwa Aleksander Zawadzki. Od stycznia 1965 do czerwca 1970 szef Wojewódzkiego Sztabu Wojskowego we Wrocławiu. Po przebyciu zawału serca w styczniu 1970 został uznany za niezdolnego do dalszej służby i 5 kwietnia 1971 roku przeniesiony do rezerwy.
Mieszkał we Wrocławiu. Był żonaty z Tamarą z domu Mielniczuk (1920-1989). Małżeństwo miało dwie córki. Pochowany na Cmentarzu Osobowickim we Wrocławiu.

## Odznaczenia
- Krzyż Oficerski Orderu Odrodzenia Polski (1963)
- Złoty Krzyż Zasługi (1957)
- Srebrny Krzyż Zasługi (trzykrotnie – 1945, 1946, 1946)
- Brązowy Medal „Zasłużonym na Polu Chwały” (1945)
- Medal 10-lecia Polski Ludowej
- Srebrny Medal „Siły Zbrojne w Służbie Ojczyzny” (1954)
- Order Czerwonej Gwiazdy (1954)
- Medal „Za zwycięstwo nad Niemcami w Wielkiej Wojnie Ojczyźnianej 1941–1945” (1946)
- Medal „Za zasługi bojowe” (1950)